# Resolució 99 del Consell de Seguretat de les Nacions Unides
La Resolució 99 del Consell de Seguretat de les Nacions Unides, aprovada el 12 d'agost de 1953 després de la mort del jutge Sergei Golunsky, decideix que la seva vacant a la Cort Internacional de Justícia quedaria sense ocupar durant la resta del seu mandat i seria resolta amb una elecció a l'Assemblea general que es proposa abordar durant la VIIIa reunió d'aquest cos.
La resolució va ser adoptada sense votar.